# 斯雷博克河

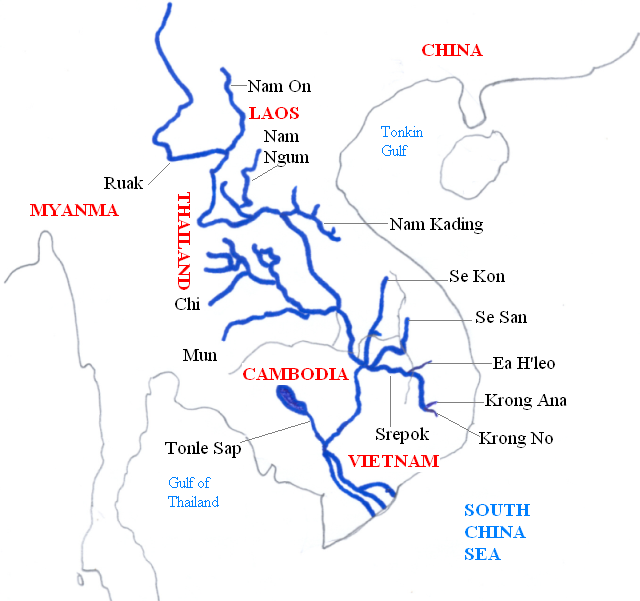
斯雷博克河位置

斯雷博克河，是湄公河的三級支流。它發源於越南中央高地的多樂省，流經柬埔寨的臘塔納基里省及上丁省，在塞桑縣中部注入塞桑河。它的河長約406公里，最後的281公里是在柬埔寨境內。
塞桑河隨後注入公河:98-99，再注入湄公河。